# Argyreia monosperma
Argyreia monosperma är en vindeväxtart som beskrevs av Cheng Yih Wu. Argyreia monosperma ingår i släktet Argyreia och familjen vindeväxter. Inga underarter finns listade i Catalogue of Life.